# Georgios Nilo
Georgios Nikolakopoulos-Nilo, Künstlername Nilo (* 2. September 1944 in Athen), ist ein griechischer Künstler. Er lebt in Deutschland.

## Leben
1956–1960 absolvierte er eine Lehre beim Meister Haris Kollas in Farbkomposition, Freskenmalerei und Kalligrafie. 1960–1964 studierte er in Athen Freies Zeichnen, Technisches Zeichnen und Design. In den Jahren zwischen 1964 und 1966 ging er in Lehre bei verschiedenen Meistern (Bühnenbildmalerei und Mosaikkunst).
1967 nach dem Militärputsch war Nilo zur Ausreise aus Griechenland gezwungen. Seit 1968 lebt er in München als Maler, Grafiker und Cartoonist.
Es wurden satirische und politische Zeichnungen sowie Illustrationen veröffentlicht in der Süddeutschen Zeitung, der Frankfurter Rundschau, dem Münchner Merkur, dem Vorwärts, der Bunten und der Sport Illustrierten. Zudem übernahm er die künstlerische Gestaltung für Anthologien und Kinderbücher.
Nilo wurde ebenfalls durch seine Tätigkeit als Sprecher beim Ausländerprogramm der ARD (Redaktion München beim BR: „Griechisches Programm“) bekannt. Er arbeitete dort in den Jahren von 1975 bis 1978 und von 1991 bis 1999.

## Ausstellungen und Werke (Auswahl)
- 2018 bis 2019 Ausstellung im Museum für zeitgenössische Kunst in Ottobeuren
- 2012: galerie49, München
- 2010 und 2011: Fine Art Galerie, Freising
- 2004: Foyer im Lenbachhaus München Galerie d. Griechisch-Orthodoxe Metropolie München
- 2003: Druck und Verlag Stiehl, Oberhaching
- 2002: Pro Familia München
- 1998: Griechisches Haus München
- 1997: Hotel Sonneck, Bad Wörishofen
- 1994: Galerie im Gewölbe, Nürnberg
- 1990: Galerie T München-Haidhausen, Pasinger Fabrik, München
- 1989: ICME Beethovenplatz, München
- 1988: Galerie T München-Haidhausen
- 1987: Evangelisches Forum München, VHS Galerie Kulturzentrum am Gasteig München
- 1986: Zeughaus (Ulm), Rathaus Mainz, Kulturclub Europäisches Patentamt München
- 1986: „Vorsicht, frisch integriert“ (Aufträge der Stadt München – Kulturreferat)
- 1986: Ausstattung der Verfilmung „Das Lächeln am Fuße der Leiter“ von Henry Miller, ARD 1987
- 1985: Augsburger Zeughaus, Galerie T München-Haidhausen, Evangelisches Forum München
- 1985: Bühnenausstattung für die Veranstaltungen im Deutschen Museum „Rembetika“
- 1984: Kultur-Haus Hannover
- 1983: Galerie Kunst und Handwerk Trostberg/Obb, Üblacker-Häusl (Stadtmuseum München)
- 1982: Galerie Rakel Krumbach/Schwaben, Kunsthalle Lothringer Straße 13, München
- 1976: Bühnenausstattung „Der Hof der Wunder“ von I. Kampanellis

- 1975: Bühnenausstattung des Dramas von Arthur Miller „Alle meine Kinder“
- 1973: Galerie-Club „Tegü“ München, Health-Club Sheraton München